# Claude Sadio
Pour les articles homonymes, voir Sadio.
Claude Sadio, né le 29 octobre 1943, est un joueur sénégalais de basket-ball.

## Carrière
Claude Sadio évolue à l'ASC Jeanne d'Arc. 
Avec l'équipe du Sénégal, Claude Sadio remporte le Championnat d'Afrique de basket-ball 1968 au Maroc et participe au tournoi de basket-ball aux Jeux olympiques d'été de 1968 à Mexico.